# Iósif Gusakovski
Iósif Iraklievich Gusakovski (en ruso: Ио́сиф Ира́клиевич Гусако́вский, en bielorruso: Іосіф Іракліевіч Гусакоўскі; Vorodkovo, Imperio ruso, 25 de diciembre de 1904, – Moscú, Rusia, 20 de febrero de 1995) fue un oficial militar soviético que combatió en las filas del Ejército Rojo durante la Segunda Guerra Mundial donde recibió dos veces el título de Héroe de la Unión Soviética por su destacada actuación al mando de la 44.ª Brigada de Tanques de la Guardia. Permaneció en el ejército después de la guerra y en 1968 fue promovido al rango de general del ejército. Se retiró en 1992 y murió en 1995. 

## Biografía

### Infancia y juventud
Iósif Gusakovski nació el 25 de diciembre de 1904 en el seno de una gran familia de campesinos bielorrusos en el pueblo agrícola de Vorodkovo en el Uyezd de Cherikovsky de la gobernación de Maguilov —en esa época situado en el Imperio ruso, actualmente ubicado en el óblast de Maguilov en Bielorrusia— más de una década antes de la formación oficial de la Unión Soviética. En 1912 su familia se trasladó a la ciudad de Maguilov, donde trabajaba su padre, pero vivían en las afueras de la ciudad. En 1921 se trasladaron a la ciudad de Shaevka, donde terminó la escuela antes de empezar a trabajar.
En 1928 se unió voluntariamente al Ejército Rojo y en 1931 se graduó en la Escuela Superior de Caballería de Leningrado. En abril de ese mismo año se convirtió en comandante de pelotón en el 59.º Regimiento de Caballería con base en Kirsánov y en octubre de 1932, después de completar su formación en Zhitómir, se convirtió en comandante del pelotón de entrenamiento en el 14.º Regimiento Mecanizado. Más tarde asumió el puesto de comandante de escuadrón en el regimiento antes de ingresar en los Cursos de personal de comando de corta duración en Moscú, después de concluir su educación se convirtió en el jefe asistente de Estado Mayor del 12 ° Regimiento Mecanizado.
Durante la Gran Purga, se le acusó de proceder de una familia de kulak; fue expulsado del Partido Comunista en mayo de 1937 y en junio fue despedido del Ejército acusado de ocultar su origen. Sin embargo, como no fue arrestado inmediatamente después de su expulsión, pudo sobrevivir a la purga huyendo al Dombás, donde trabajó como inspector en un sindicato local de consumidores y más tarde en una mina de carbón. Una vez que la escala del terror disminuyó, solicitó permiso para reincorporarse al partido y fue aceptado en julio de 1938; en abril de 1941 fue reintegrado al Ejército y designado ayudante de un batallón de tanques en el 147.º Regimiento Independiente de Tanques de la 103.ª División Motorizada.

### Segunda Guerra Mundial
Tras la invasión alemana de la Unión Soviética en julio de 1941, la 103.º División Motorizada se desplegó rápidamente en el frente occidental. En julio, Gusakovski tuvo su bautismo de fuego mientras formaba parte de una unidad de infantería. En agosto se convirtió en jefe de Estada Mayor de un regimiento de tanques, y en septiembre fue nombrado jefe de Estado Mayor del 688.º Regimiento de Fusileros Motorizados. Cuando el regimiento se disolvió en noviembre, fue reasignado al 131.º Batallón de Tanques Independiente del 50.º Ejército. Allí participó en las batallas por Smolensk, Yelnia, Moscú, Tula y Yújnov. 

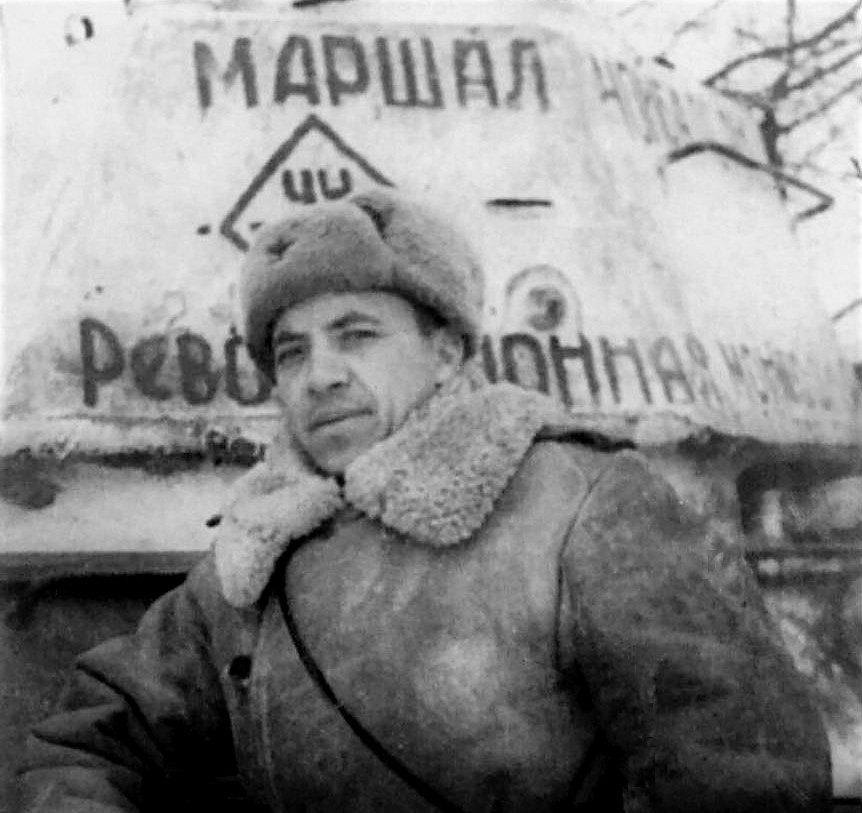
El entonces jefe de Estado Mayor de la 112.ª Brigada de Tanques, cerca del tanque T-34 «Mariscal Choibalsan» de la columna de tanques «Mongolia Revolucionaria»

En febrero de 1942 fue ascendido a subdirector de operaciones y en abril se convirtió en jefe de Estado Mayor de la 112.ª Brigada de Tanques. Cuando el comandante de la brigada murió durante la Batalla de Kursk en agosto de 1943, Gusakovski tomó el mando y la unidad pronto recibió la designación de Guardias y pasó a llamarse 44.ª Brigada de Tanques de la Guardia por sus logros en la batalla —permaneció al mando de la brigada el resto de la guerra—. El 12 de agosto de 1943 fue herido en la pierna derecha por primera vez. En septiembre fue nombrado oficialmente comandante de la brigada y en julio de 1944 dirigió la unidad durante el cruce del río Bug Occidental. El 23 de septiembre de 1944 recibió el título de Héroe de la Unión Soviética por su destacada actuación en la ofensiva de Leópolis-Sandomierz.
Durante la ofensiva del Vístula-Óder, su brigada mantuvo una cabeza de puente en el río Pilitsa. El 17 de enero de 1945 expulsó a las fuerzas alemanas de la localidad polaca de Łowicz. Siguieron avanzando por Europa del Este y capturaron diez tanques del Eje, cincuenta y nueve vehículos blindados, cuarenta y tres cañones, doce cañones autopropulsados y seis almacenes. En el proceso murieron o fueron hechos prisioneros 4000 soldados del Eje. El 6 de abril de 1945 recibió nuevamente el título de Héroe de la Unión Soviética por su liderazgo durante la ofensiva. 
El 27 de abril de 1945, durante la batalla de Berlín, resultó gravemente herido por la explosión de un proyectil de artillería y fue ingresado en un hospital de campaña, donde permaneció hasta diciembre de 1945. El 2 de mayo de 1945, por su heroísmo durante la batalla de Berlín fue nominado a una tercera Estrella de Oro de Héroe de la unión Soviética, pero el comandante de las fuerzas blindadas y mecanizadas del Primer Frente Bielorruso rebajó la condecoración a la Orden de la Bandera Roja.

### Posguerra

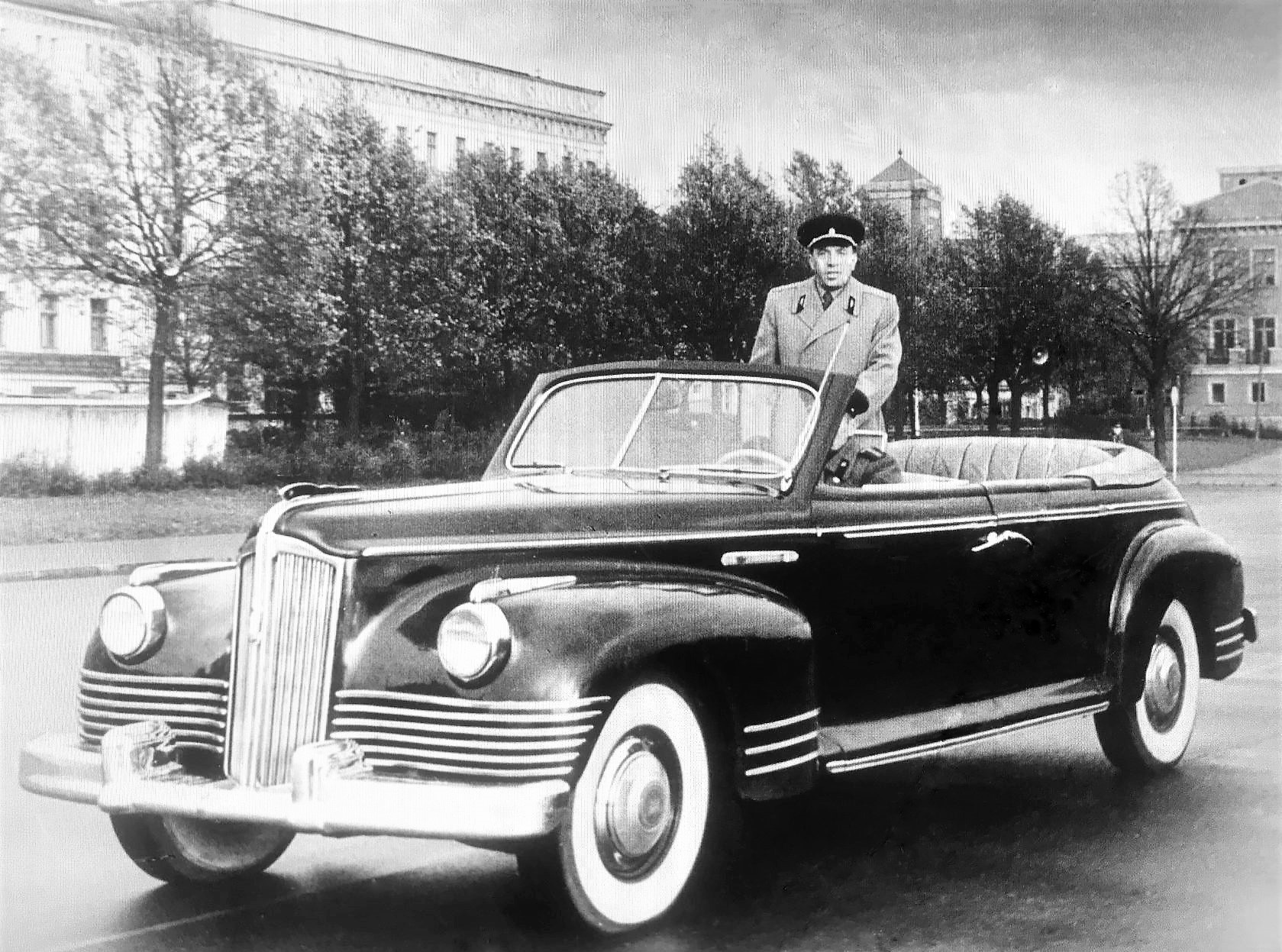
Iósif Gusakovski en un desfile militar en Riga en 1959

Permaneció al mando de su brigada hasta enero o marzo de 1946, cuando fue nombrado comandante del 44.º Regimiento de Tanques de la Guardia. entre mayo y junio de 1946 fue subcomandante de la 11.ª División de Tanques de la Guardia y luego, entre julio de 1946 y marzo de 1947, comandante de la 19.ª División Mecanizada de la Guardia (ambas divisiones formaban parte del Grupo de Fuerzas Soviéticas en Alemania). En diciembre de 1948 se graduó en la prestigiosa Academia Militar del Estado Mayor de las Fuerzas Armadas de la URSS. Después de concluir sus estudios fue nombrado comandante de la 9.º División de Tanques de la Guardia. Luego, en marzo de 1951, subcomandante del 2.º Ejército Mecanizado de la Guardia y, en abril de 1952, subcomandante del 5.º Ejército Mecanizado de la Guardia (situado en el Distrito Militar de Bielorrusia).
Entre 1953 y 1955, ocupó distintos puestos de mando en el Distrito Militar del Transbaikal. De julio de 1955 a abril de 1958, fue comandante del 11.º Ejército de la Guardia situado en el Distrito Militar del Báltico, en la ciudad de Kaliningrado, luego en abril de 1958, ocupó el puesto de subcomandante del distrito y en noviembre de 1959 asumió el mando del Distrito Militar del Báltico.
De 1963 a 1970, ocupó el puesto de jefe de la Dirección Principal de Personal del Ministerio de Defensa de la Unión Soviética. En 1968 fue ascendido a general del ejército y en 1970 fue nombrado inspector militar del Grupo de Inspectores Generales del Ministerio de Defensa de la URSS. Puesto en el que permaneció hasta mayo de 1992 cuando se retiró. Después de jubilarse fijó su residencia en Moscú donde murió en 1995 y fue enterrado en el cementerio Novodevichi de la capital moscovita.

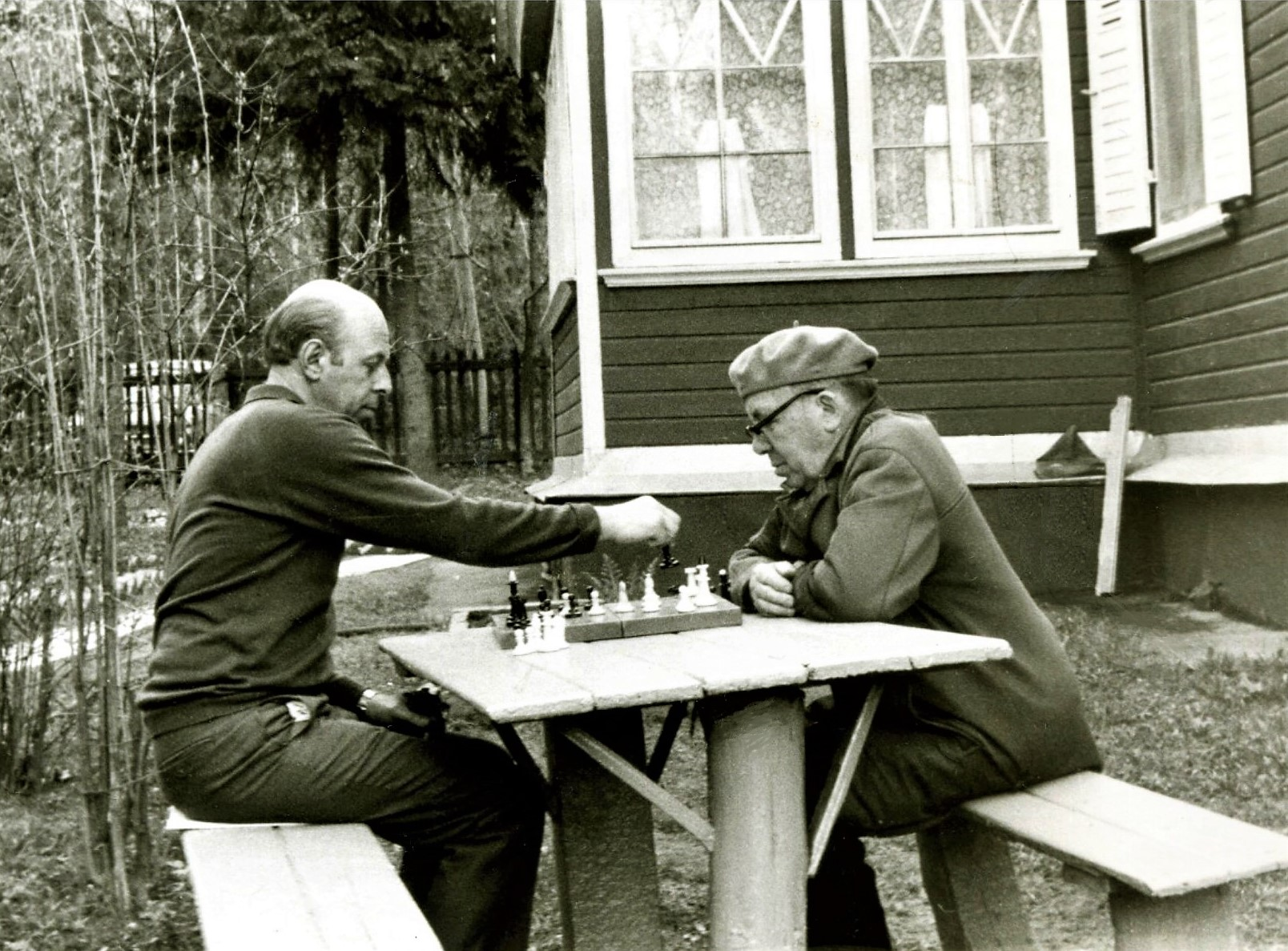
Gusakovski jugando al ajedrez, uno de sus pasatiempos favoritos, en su dacha en los alrededores de Moscú

Además de su faceta como militar, a lo largo de su vida fue miembro del Presídium del Comité Central del Partido Comunista de la RSS de Letonia (1962-1966), miembro del Comité Central del Partido Comunista de la RSS de Letonia (1959-1966), diputado de la VI y VII Convocatoria del Sóviet Supremo de la Unión Soviética (1962-1966 y 1966-1970) y diputado de la V Convocatoria del Sóviet Supremo de la RSS de Letonia (1959-1963).

## Promociones
- Teniente coronel (4 de noviembre de 1942)
- Coronel (21 de febrero de 1944)
- Mayor general de Tropas de Tanques (11 de julio de 1945)
- Teniente general de Tropas de Tanques (31 de mayo de 1954)
- Coronel general (7 de mayo de 1960)
- General del ejército (22 de febrero de 1968)[8]

## Condecoraciones
A lo largo de su carrera militar, Iósif Gusakovski recibió las siguientes condecoracionesː
Unión Soviética
- Héroe de la Unión Soviética, dos veces (23 de septiembre de 1944 y 6 de abril de 1945);
- Orden de Lenin, cuatro veces (23 de septiembre de 1944, 5 de noviembre de 1954, 24 de diciembre de 1964 y 22 de febrero de 1968)
- Orden de la Revolución de Octubre (24 de diciembre de 1974);
- Orden de la Bandera Roja, cuatro veces (3 de enero de 1944, 11 de abril de 1945, 8 de junio de 1945 y 20 de junio de 1949);
- Orden de la Guerra Patria de 1.er grado, dos veces (27 de julio de 1943 y 11 de mayo de 1985);
- Orden de la Estrella Roja, dos veces  (27 de julio de 1943, 11 de mayo de 1985);
- Orden del Servicio a la Patria en las Fuerzas Armadas de la URSS de 3.er grado (30 de abril de 1975):
- Medalla al Valor  (28 de febrero de 1942)
- Medalla Conmemorativa por el Centenario del Natalicio de Lenin
- Medalla por la Defensa de Moscú
- Medalla por la Victoria sobre Alemania en la Gran Guerra Patria 1941-1945
- Medalla Conmemorativa del 20.º Aniversario de la Victoria en la Gran Guerra Patria de 1941-1945
- Medalla Conmemorativa del 30.º Aniversario de la Victoria en la Gran Guerra Patria de 1941-1945
- Medalla Conmemorativa del 40.º Aniversario de la Victoria en la Gran Guerra Patria de 1941-1945
- Medalla Conmemorativa del 50.º Aniversario de la Victoria en la Gran Guerra Patria de 1941-1945
- Medalla por la Conquista de Berlín
- Medalla por la Liberación de Varsovia
- Medalla de Veterano de las Fuerzas Armadas de la URSS
- Medalla por el Fortalecimiento de la Cooperación Militar
- Medalla por el Desarrollo de las Tierras Vírgenes
- Medalla del 30.º Aniversario de las Fuerzas Armadas de la URSS
- Medalla del 40.º Aniversario de las Fuerzas Armadas de la URSS
- Medalla del 50.º Aniversario de las Fuerzas Armadas de la URSS
- Medalla del 60.º Aniversario de las Fuerzas Armadas de la URSS
- Medalla del 70.º Aniversario de las Fuerzas Armadas de la URSS
- Medalla Conmemorativa del 800.º Aniversario de Moscú

Rusia
- Orden de la Amistad
- Medalla de Zhúkov

Otros países
- Mongolia - Orden de Süjbaatar
- Mongolia - Orden de la Bandera Roja (4 de diciembre de 1943)
- Mongolia - Orden al Mérito Militar (6 de julio de 1971)
- Polonia - Orden de Virtuti Militari (10 de diciembre de 1968)
- Polonia - Orden Polonia Restituta de 1.er grado
- Polonia - Medalla de la Victoria y la Libertad 1945
- Alemania Oriental - Orden Patriótica del Mérito de 1.er grado
- Bulgaria - Orden del 9 de septiembre de 1944 (14 de septiembre de 1974)
- China - Medalla de la Amistad Chino-Soviética